# نافاثيبيديا دي كورنيخا
بلدية نافاثيـبيـديا دي كورنيخا (بالإسبانية: Navacepedilla de Corneja) هي بلدية تقع في مقاطعة آبلة التابعة لمنطقة قشتالة وليون وسط إسبانيا.

## الديموغرافيا
بلغ عدد سكان بلدية نافاثيبيديا دي كورنيخا 115 نسمة عام 2011 (وفقاً للمعهد الوطني للإحصاء الإسباني).
| 150 | 147 | 132 | 145 | 128 | 113 | 115 |